# Tervo
Tervo is een gemeente in de Finse provincie Oost-Finland en in de Finse regio Noord-Savo. De gemeente heeft een landoppervlakte van 347,75 km² en telt 1.441 inwoners (2022).

## Geboren
- Hannu Jäntti (1963), voetballer
- Marco Hietala (1966), bassist en zanger